# Jakob Meier (Abt)
Jakob Meier (* 1548 in Luzern; † 12. November 1599 in Vomp, Tirol; auch Jacobus Meyer genannt) war ein Schweizer Benediktinermönch. Von 1585 bis 1596 war er Abt des Klosters Muri in den Freien Ämtern (im heutigen Kanton Aargau).

## Biografie
Meier, der einer angesehenen Luzerner Familie entstammte, trat 1563 ins Kloster Muri ein. Acht Jahre später empfing er die Priesterweihe. Von 1575 bis 1578 war er als Seelsorger in der Pfarrei Bünzen, einer Kollatur des Klosters, tätig. Gegen den Widerstand mehrerer Mitglieder des Konvents, allen voran Johann Jodok Singisen, wurde er 1585 zum Abt gewählt.
Nach dem Amtsantritt häuften sich die Beschwerden gegen Meier. Er hatte eine Konkubine und liess für sie sowie für ihre Tochter ein Haus bauen. Durch Misswirtschaft führte er das Kloster an den Rand des Ruins. Wegen dieser Vorkommnisse zitierte ihn der Nuntius nach Luzern und liess ihn vorübergehend unter Hausarrest stellen. Man warf Meier vor, er führe einen weltlichen Lebenswandel; ausserdem sei er ein Trinker und Hochstapler. Bei einer Befragung durch den Luzerner Landvogt im Januar 1594 gab er einige Vorwürfe zu, während er andere bestritt.
Meier erhielt zwar eine Ermahnung, es trat jedoch keine Besserung des Verhaltens ein. Mit Erlaubnis des Nuntius wurde er am 19. Juni 1596 verhaftet. Die anschliessende Untersuchung führte zu weiteren Anklagepunkten, darunter auch gewalttätiges Verhalten. Abt Peter Schmid vom Kloster Wettingen und Vertreter der sieben eidgenössischen Schirmorte versammelten sich am 1. August 1596 in Muri und zwangen Meier zum Rücktritt; seine zweite Konkubine wurde festgenommen. Meier wurde zunächst in die Kartause Ittingen überführt, später zog er sich ins Kloster St. Georgenberg bei Vomp in Tirol zurück.